# Nếu còn có ngày mai
Nếu còn có ngày mai (nguyên tác: If Tomorrow Comes) là một tiểu thuyết của nhà văn Mỹ Sidney Sheldon sáng tác năm 1985.

## Nội dung
Tracy Whitney đang "ở đỉnh cao của thế giới". Trẻ trung, xinh đẹp, và thông minh, cô có thai và sắp kết hôn với Charles - một người giàu có và hấp dẫn tại Philadelphia - nơi cô làm việc tại ngân hàng. Giữa một đêm, cô nhận được một cuộc điện thoại từ New Orleans thông báo cho cô rằng mẹ của cô đã tự tử. Vì một phút mù quáng vì muốn đòi lại công bằng cho mẹ mà cô đã vướng vào vụ rắc rối với Joe Romano - một trụ cột của tổ chức mafia điều khiển cả thành phố do Anthony Orsatti cầm đầu. Sau đó, cô phải ngồi tù trong Trại cải tạo nữ, bị người yêu bỏ rơi và phản bội. Trước nguy cơ phải đối mặt với 15 năm tù và sống như là "vợ" của một người đàn bà tên Bertha To Lớn, phải sống trong một hoàn cảnh đầy gian khổ và bạo lực, lại mất đi đứa con chưa ra đời, những lời thề báo thù luôn bám sát theo cô, cô đã khôn khéo và tâm lý khi phụ thuộc vào người đàn bà da đen Ernestine để thoát ra khỏi hoàn cảnh đó. Dần dần, cô trở thành vú em của đứa con gái nhỏ của giám đốc nhà ngục, một công việc đã manh nha cho những kế hoạch của cô sau này. Nhờ vào việc cứu Amy - cô bé mà cô làm bảo mẫu, cô đã được ân xá hoàn toàn và được ra khỏi tù.
Ra tù, tuyệt vọng, không có khả năng để tìm thấy công việc vì có tiền án tiền sự, cô ấy tìm về một chủ nhân kho đồ kim hoàn ở Thành phố New York mà giúp đỡ người ấy làm tiền nhanh, đó là việc ăn trộm đồ nữ trang tại nhà một nữ tỉ phú. Trốn thoát với ít tiền, Tracy gặp Jeff Stevens, một trùm lừa đảo. Cô suýt bị giết. Stevens lại trộm lượng đá quý mà Tracy có được vì cô vừa thực hiện một cuộc lừa đảo. Cô ấy tiếp tục lừa lại Jeff. Tracy hành trình tới Anh và được giới thiệu tới Gunther Hartog với một phi vụ. Cô bắt đầu cuộc sống mới với những vụ lừa khôn khéo và đến cả tá hộ chiếu với tên họ khác nhau. Sheldon phát minh ra một số toan tính hết sức hoàn hảo cộng với sự hài hước và khéo léo cho Tracy mặc dù trên thực tế chúng rất hợp lý, đôi khi cô chẳng nhúng tay vào. Tracy tiếp tục theo đuổi Jeff Stevens và xuất hiện tình cảm giữa họ. Tổ chức cảnh sát quốc tế, FBI, những ban cảnh sát và những công ty bảo hiểm trên khắp thế giới đang tìm cách cản trở Tracy trộm những viên đá quý vô giá, những bức tranh quý hay những giải thưởng khác. Trong mỗi trường hợp họ đều thất bại trước sự khôn khéo của Tracy và Jeff. Chỉ có Daniel Cooper và một người khảo sát bảo hiểm hiểu rõ khả năng Tracy. Điểm khác thường của tiểu thuyết ở chỗ, nó giới thiệu Tracy và Jeff như là những "kẻ côn đồ chính nghĩa", hảo tâm, và được yêu mến trong khi những người đối lập với họ lại ngược lại. Kết truyện, Tracy và Jeff quyết định bắt đầu sống cuộc sống mới cùng với món lợi họ thu được từ phi vụ cuối cùng, nhưng trên chuyến tàu Tracy đã gặp một người mà trước đây cô có kế hoạch lừa đảo, từ điểm này cho thấy Tracy và Jeff sẽ tiếp tục cuộc sống của mình với những thử thách mới.

## Chuyển thể
Tiểu thuyết đã được chuyển thể thành loạt phim truyền hình 3 tập công chiếu năm 1986 trên CBS. Phim được đạo diễn bởi Jerry London, kịch bản Carmen Culver, do Bob Markell, Carmen Culver, Nick Gillott hợp tác sản xuất. Phim có sự tham gia diễn xuất của Madolyn Smith vai Tracy Whitney, Tom Berenger vai Jeff Stevens và David Keith vai Daniel Cooper.
Phim tiếng Malayalam 22 Female Kottayam năm 2012 có khá nhiều chi tiết lấy cảm hứng từ tiểu thuyết này. Bộ phim này sau đó được làm lại bằng Tiếng Tamil năm 2014 với tựa đề Malini 22 Palayamkottai

## Viết tiếp
Nhà văn Tilly Bagshawe đã viết tiếp 2 cuốn nói thêm về Tracy Whitney: Sidney Sheldon's Chasing Tomorrow (2014) và Sidney Sheldon's Reckless (2015)